# Zmarli w lutym 2015

## Luty 2015
- 28 lutego
  - Mychajło Czeczetow – ukraiński polityk, poseł do Rady Najwyższej Ukrainy V i VI kadencji[1]
  - Alex Johnson – amerykański baseballista[2]
  - Yaşar Kemal – turecki prozaik, poeta i obrońca praw człowieka[3]
  - Ezra Laderman – amerykański kompozytor muzyki klasycznej[4]
  - Józef Sondej – polski duchowny katolicki, infułat, kapelan Armii Krajowej i “Solidarności” Rzeszów[5]
- 27 lutego
  - Charmayne Maxwell – amerykańska wokalistka[6]
  - Boris Niemcow – rosyjski polityk, lider Sojuszu Sił Prawicowych[7]
  - Leonard Nimoy – amerykański aktor, reżyser, poeta i muzyk[8]
  - Janusz Sowiński – polski bibliolog[9]
  - Anna Szatkowska – polska działaczka podziemia niepodległościowego w czasie II wojny światowej, córka  Zofii Kossak-Szczuckiej[10]
  - Bohdan Tomaszewski – polski dziennikarz, komentator sportowy, tenisista[11]
  - Patrick Whitefield – brytyjski instruktor permakultury[12]
- 26 lutego
  - Emanuel Halicz – polski historyk, pułkownik Ludowego Wojska Polskiego[13]
  - Adam Halber – polski dziennikarz, polityk[14]
  - Nadia Hilu – izraelska polityk[15]
  - Earl Lloyd – amerykański koszykarz[16]
  - Fritz Raddatz – niemiecki pisarz, historyk literatury, eseista i dziennikarz[17]
  - Marian Spychała – polski żużlowiec, trener[18]
  - Bernard Wawrzyniak – polski działacz partyjny i państwowy, agronom, wojewoda leszczyński (1980–1987)[19]
- 25 lutego
  - Harve Bennett – amerykański producent filmowy i telewizyjny, scenarzysta[20]
  - Ariel Camacho – meksykański piosenkarz[21]
  - Michał Cygan – polski polityk i działacz komunistyczny, poseł na Sejm PRL VI kadencji (1972–1976)[22]
  - Zbigniew Kalemba – polski kompozytor, pianista, dyrygent, pedagog[23]
  - Marian Szeja – polski piłkarz, mistrz olimpijski z 1972[24]
- 24 lutego
  - Denys Darlow – brytyjski dyrygent, kompozytor, organista; organizator festiwali muzyki dawnej[25]
  - Irving Kahn – amerykański finansista i inwestor żydowskiego pochodzenia[26]
  - Metody (Kudriakow) – metropolita kijowski i całej Ukrainy[27]
  - Henryk Musiałowicz – polski artysta malarz[28]
- 23 lutego
  - Ben Woolf – amerykański aktor[29]
- 22 lutego
  - Sebastián Cancio – argentyński kolarz[30]
  - Charles Kálmán – austriacki kompozytor filmowy i teatralny[31]
  - Roman Skrzypczak – polski polityk, senator[32]
- 21 lutego
  - Adam Barszczewski – polski pułkownik służb specjalnych, kierownik Grupy Operacyjnej „Praga” MSW (1981–1986)[33]
  - Roland Mazurek – polski działacz państwowy, uczestnik II wojny światowej, prezes Urzędu Rezerw Państwowych (1968–1972), wiceminister gospodarki materiałowej i paliwowej (1976–1985)[34]
  - Luca Ronconi – włoski reżyser teatralny i aktor[35]
  - Bruce Sinofsky – amerykański reżyser filmów dokumentalnych[36]
  - Clark Terry – amerykański trębacz jazzowy, pionier jazzowej gry na flugelhornie, wokalista, bandlider, kompozytor i nauczyciel jazzu[37]
  - Daniel Topolski – brytyjski pisarz, podróżnik i reporter polskiego pochodzenia[38]
- 20 lutego
  - Antoni Wicherek – polski dyrygent[39]
- 19 lutego
  - Dennis Davis – brytyjski wspinacz[40]
  - Harold Johnson – amerykański bokser[41]
  - Włodzimierz Zagórski – polski biochemik[42]
- 18 lutego
  - Cass Ballenger – amerykański polityk[43]
  - Claude Criquielion – belgijski kolarz szosowy, mistrz świata[44]
  - Stefan Karski – polski reżyser, aktor, autor sztuk i adaptacji scenicznych, pedagog i społecznik[45]
  - Jerome Kersey – amerykański koszykarz[46]
- 17 lutego
  - Jarosław Hajduk – polski prawnik, działacz sportowy i polityczny, prezes Ruchu Chorzów i GKS Tychy[47]
  - Andrzej Koszewski – polski kompozytor, teoretyk muzyki i muzykolog[48]
  - Andrzej Kot – polski grafik, kaligraf, zecer i ilustrator książek[49]
  - Antonio Lanfranchi – włoski duchowny katolicki, arcybiskup[50]
  - Feliks Tych – polski historyk, dyrektor Żydowskiego Instytutu Historycznego[51]
- 16 lutego
  - Marianna Biskup – polska lekkoatletka[52]
  - Gavin Clarke – angielski muzyk folkowy[53]
  - Lesley Gore – amerykańska piosenkarka[54]
  - Uri Orbach – izraelski polityk[55]
  - Lorena Rojas – meksykańska aktorka i piosenkarka[56]
  - Jerzy Samp – polski historyk literatury i pisarz[57]
- 15 lutego
  - Józef Kurek – polski hokeista i trener[58]
  - Tadeusz Markowski – polski polityk, inżynier i ekonomista, wiceminister przemysłu ciężkiego (1968–1972)[59]
  - Steve Montador – kanadyjski hokeista[60]
  - Jerzy Rusek – polski slawista, profesor[61]
- 14 lutego
  - Pamela Cundell – angielska aktorka[62]
  - Michele Ferrero – włoski przedsiębiorca[63]
  - Maureen Guy – brytyjska śpiewaczka operowa[64]
  - Alan Howard – angielski aktor[65]
  - Louis Jourdan – francuski aktor[66]
  - Philip Levine – amerykański poeta[67]
  - Philippe Massoni – francuski polityk[68]
  - Franjo Mihalić – jugosłowiański maratończyk (olimpijczyk 1956)[69]
  - Wim Ruska – holenderski judoka (olimpijczyk 1972)[70]
- 13 lutego
  - Wiesław Kozub-Ciembroniewicz – polski prawnik, prof. UJ[71]
  - Stan Chambers – amerykański reporter[72]
  - John McCabe – angielski kompozytor i pianista[73]
  - Rudolf Probst – polski nauczyciel, żołnierz ZWZ-AK[74]
- 12 lutego
  - Sam Andrew – amerykański wokalista, gitarzysta, autor tekstów, kompozytor[75]
  - Movita Castaneda – amerykańska aktorka[76]
  - Gary Owens – amerykański aktor głosowy[77]
  - Jerzy Regulski – polski profesor, ekonomista[78]
  - Steve Strange – walijski wokalista pop[79]
- 11 lutego
  - Jerzy Domin – polski aktor teatralny[80]
  - Roger Hanin – francuski aktor[81]
  - Krystyna Kamieńska-Trela – polska profesor, chemik[82]
  - Abel Costas Montaño – boliwijski duchowny katolicki, biskup[83]
  - Sylwester Przedwojewski – polski aktor[84]
- 10 lutego
  - Karl Josef Becker – niemiecki duchowny katolicki, kardynał[85]
  - Władysław Górski – polski profesor, prawnik[86]
  - Anne Naysmith – brytyjska pianistka[87]
- 9 lutego
  - Marian Eckert – polski profesor, historyk[88]
  - Roman Frister – polsko-izraelski pisarz i dziennikarz[89]
  - Marvin David Levy – amerykański kompozytor operowy[90]
  - Piotr Winczorek – polski profesor, prawnik, członek Trybunału Stanu[91]
  - Krzysztof Zioła – polski hokeista[92]
- 8 lutego
  - Vincent Ezeonyia – nigeryjski duchowny katolicki, biskup[93]
  - Stanisław Lisowski – polski kierowca rajdowy[94]
  - Henryk Mroziński, polski samorządowiec, wójt Braniewa (1996–2002), burmistrz Braniewa (2002–2014)[95]
- 7 lutego
  - Dean Smith, amerykański trener koszykarski (ur. 1931)
  - Billy Casper – amerykański golfista[96]
  - Donald H. Clausen – amerykański polityk, członek Izby Reprezentantów w latach 1963–1983[97]
  - Assia Djebar – algierska pisarska[98]
  - Adam Grad – polski piłkarz[99]
  - Joe B. Mauldin – amerykański kontrabasista[100]
  - Dean Smith – amerykański trener koszykówki[101]
  - Gordon Stone – australijski rugbysta[102]
  - Noemi Wigdorowicz-Makowerowa – polska profesor, stomatolog[103]
- 6 lutego
  - André Brink – południowoafrykański pisarz[104]
  - Oleg Czernikow – rosyjski szachista[105]
  - Eduard Dnieprow – rosyjski naukowiec i polityk[106]
  - Artur Dobiszewski – polski muzyk i wokalista[107]
  - Alan Nunnelee – amerykański polityk[108]
- 5 lutego
  - Henri Coppens – belgijski piłkarz i trener[109]
  - Val Fitch – amerykański fizyk, noblista (1980)[110]
  - Marisa Del Frate – włoska aktorka i piosenkarka[111]
  - Andrzej Musierowicz – polski profesor, lekarz urolog[112]
  - André Sanac – francuski rugbysta[113]
  - Jadwiga Lech-Skubińska – polska farmaceutka[114]
  - Mike Runnels – amerykański polityk i prawnik[115]
  - Mirosław Ryba – polski profesor, lekarz[116]
- 4 lutego
  - Henryk Cegielski – polski koszykarz, olimpijczyk (1968)[117]
  - Wes Cooley – amerykański polityk[118]
  - Karol Parno Gierliński – cygańsko-polski rzeźbiarz, poeta i prozaik[119]
  - Celina González – kubańska piosenkarka[120]
  - Stanisław Makowiecki – polski zapaśnik, olimpijczyk (1972)[121]
  - Monica Scattini – włoska aktorka[122]
  - Micha Szagrir – austriacko-izraelski reżyser[123]
- 3 lutego
  - Christophe Gbenye – kongijski polityk[124]
  - Martin Gilbert – brytyjski historyk[125]
  - Mary Healy – amerykańska aktorka i piosenkarka[126]
  - Carlos Noguera – wenezuelski pisarz, psycholog[127]
  - Ion Nunweiller – rumuński piłkarz i trener[128]
  - Charlie Sifford – amerykański golfista[129]
  - Henryk Sroka – polski profesor, ekonomista i informatyk[130]
- 2 lutego
  - Tibor Bitskey – węgierski aktor[131]
  - Frank Borghi – amerykański piłkarz[132]
  - Dalmo Gaspar – brazylijski piłkarz[133]
  - Andrij Kuźmenko – ukraiński piosenkarz, muzyk zespołu Skryabin[134]
  - Roy Little – angielski piłkarz[135]
  - William Thomas McKinley – amerykański kompozytor i pianista jazzowy[136]
  - Karl-Erik Palmér – szwedzki piłkarz[137]
  - Stewart Stern – amerykański scenarzysta filmowy[138]
  - Ben Wettervogel – niemiecki meteorolog[139]
- 1 lutego
  - José Eduardo de Andrade Vieira – brazylijski polityk[140]
  - Aldo Ciccolini – francusko-włoski pianista i kompozytor[141]
  - Anita Darian – ormiańsko-amerykańska piosenkarka i aktorka[142]
  - Jan Krzek – polski farmaceuta, profesor dr hab., dziekan Wydziału Farmaceutycznego UJ[143]
  - Udo Lattek – niemiecki piłkarz i trener[144]
  - Julius Ludorf – niemiecki piłkarz i trener[145]
  - Monty Oum – amerykański animator[146]
  - Wiktor Szechowcew – radziecki i ukraiński piłkarz i trener[147]